# Влкиња
Влкиња (слч. Vlkyňa) насељено је мјесто са административним статусом сеоске општине (слч. obec) у округу Римавска Собота, у Банскобистричком крају, Словачка Република.

## Становништво
| Година:    | 1994. | 2004.    | 2014.    | 2024.   |
| ---------- | ----- | -------- | -------- | ------- |
| Број људи: | 306   | 337      | 403      | 401     |
| Разлика:   |       | +10,13 % | +19,58 % | -0,49 % |

| Година:    | 2023. | 2024.   |
| ---------- | ----- | ------- |
| Број људи: | 383   | 401     |
| Разлика:   |       | +4,69 % |

Према подацима о броју становника из 2011. године насеље је имало 350 становника.